# Menesia javanica
Menesia javanica es una especie de escarabajo longicornio del género Menesia, categorizada en la tribu Saperdini, de la subfamilia Lamiinae. Fue descrita por Breuning en 1954.

## Descripción
Mide 8,9-10,2 mm de longitud. El período de actividad en adultos se presenta en abril y mayo.

## Distribución
Se distribuye por Indonesia (Java).